# 茶町 (米子市)
茶町（ちゃまち）は、鳥取県米子市の町名。郵便番号683-0041（米子郵便局管区）。

## 地理
出雲街道に沿って、日野町に続く。西裏に外堀が通じ、牧野橋に通ずる小路で日野町と境し、塩町橋に通ずる小路で塩町と接する。

## 歴史
元禄8年家持五十一竈、借家百三竈、明治2年（1869年）には表七十七竈、裏二十五竈、三百五十六人、町制実施前の明治21年（1888年）には商業二十六、農業二十、雑業八の戸数。街道沿いとして諸商売がみられ、四日市屋、東屋、日野屋、持田屋など藩政時代からの屋号が記されている。持田屋は町内の有力者で邸内に荒神社を勧請していた。
町名の由来は、茶や菓子類を城中に納入する商人の集住地からともいわれるが明らかではない。

## 政治

### 議員
- 西川博美（市会議員）[2]
- 綿邊幸四郎（市会議員）[3]

### 区長
町村制第六十八條に依り區を設け各區に區長及區長代理者一名宛を置き、各其の任期を四ヶ年とし區域の大小により區長には一ヶ年最低十圓より最高二十圓迄、區長代理者は一様に年額三圓の報酬を支給した。
当選
- 明治22（1889）年中當選 - 第七区・綿邊林藏[4]

- 明治26（1893）年中當選 - 茶区・綿邊林藏[5]

- 明治29（1896）年中當選 - 茶区・藤谷妙太郎[6]

- 明治43（1910）年中當選 - 茶区・綿邊利三郎[7]

- 大正4（1915）年中當選 - 茶区・川人長太郎[8]

市制第八十二條に依り區を劃し區長及區長代理者各一名を置き任期は四ヶ年とし、報酬は區長年額最低四圓最高十五圓、區長代理者は二圓乃至三圓である。
- 昭和2（1927）年中當選 - 茶・野川安次郎[9]

- 昭和6（1931）年中當選 - 茶・野川安治郎[10]

- 昭和10（1935）年中當選 - 茶・綿邊利三郎[11]

## 商工業
明治9年（1876年）の営業鑑札で残存分をみると、
- 長谷川仁平（綿、小間物）[1]
- 綿辺与三郎（荒物）[1]
- 綿辺林蔵（雑穀）[1]
- 吉村久五郎（雑穀）[1]
- 松本武衛（合羽）[1]
- 伊沢長太郎（紺屋）[1]
- 綿辺林蔵（絞油）[1]
- 和多忠四郎（石灰製造）[1]
- 吉儀茂平（菓物）[1]
- 丹波久三郎（宿屋）[1]
- 吉儀茂平（魚辻売）[1]
- 福田七郎平（魚辻売）[1]
- 福田平八（魚辻売）[1]
- 太田常蔵（魚辻売）[1]
- 近藤宇三郎（魚辻売）[1]
- 丹羽吉平（蛤売）[1]
- 天野文五郎（蛤売）[1]
- 永田勝蔵（大工）[1]
- 藤谷茂三郎（大工）[1]
- 吉田善四郎（大工）[1]
- 兼田政吉（左官）[1]
- 九谷善四郎（駄賃稼）[1]
- 清水茂七（日雇）[1]

明治37年（1904年）『伯耆国実業人名録』によると、
- 岡田雅長（旅館並に待合所）[1]
- 綿辺幸四郎（米穀、荒物、砂糖、油、諸用紙）[1]
- 末松彦太郎（舶来雑貨並に文房具）[1]
- 横田勘治郎（操綿並に繭生糸仲買）[1]
- 綿辺利三郎（履物、荒物、紉糸、太物）[1]
- 柳原民三郎（酒類醸造、銘萬歳）[1]
- 松本政衛（かっぱやくすり、知明丸、雑貨、商号合羽屋）[1]
- 藤谷幾太郎（古着）[1]
- 小玉ツル（日野棲、和洋料理）[1]
- 藤谷妙太郎（土木建築請負）[1]

明治45年（1912年）の『米子商工案内』によると
- 野川安次郎（土木建築請負業）[1]
- 吉田善次郎（土木建築請負業）[1]
- 野川虎次郎（建具製造）[12]
- 定村梅太郎（茶盆その他丸物製造）[12]
- 川人長太郎（薬種売薬並に中央半紙一手販売）[12]
- 松本旭堂（菓子屋）[12]
- 根来利之助（菓子屋）[12]

根来は「ねごろ屋」と称して駅前記念通り角で営業。
- 平尾政次郎（菓子屋）[12]

平尾は菓子原料や種菓子一切のほか製粉製麺も手がけたが、昭和時代になって糀町一丁目に移って菓子類卸に発展した。
末松と並んで野田清二商店が小間物、和洋雑貨店を開業した。さらに大正時代中ごろになると四ツ角北側に国谷菓子店が出店、川人薬店は酒類、鑵詰、化粧品、染料、歯科材料まで取り扱うようになり、綿辺幸四郎商店も建設材料の土管、セメント、れんがなどの取り扱いに重点を移した。
大正12年（1923年）の「地方案内」によって当町の主要商工業者をみると、建築請負業が多いことである。山本由太郎、吉田善次郎、和田栄太郎、田村源禄、野川安次郎、山本伝蔵、吉留兵次郎の7人。周旋業では平垣政太郎、黒田たか、田中与一郎。穀物関係では田中吉次郎、森吉兵之助、加川三郎、古沢定市、吉塚幸吉、中沢庄次郎。小間物雑貨関係では藤谷すゑ、遠藤直太助、赤松義良。酒類では小坂慶市、角俊逸見、古沢林太郎。菓子果物類では佐藤きよ、平尾政次助、荒木熊太郎、田村リン、乙部ひさ、吉田芳太郎。魚関係では瀬尾荘太郎、中津庄次郎、古沢林太郎。そのほか佐々木伊三郎佐（履物）、大野原平次助、井沢定三郎（金銭貸付）、藤谷喜太郎（鉄、セメント）などで、衣料関係より食料関係の商業進出が多かった。

## 世帯数・人口
- 大正12年（1923年）115・523[13]
- 昭和30年（1955年）87・376[13]
- 昭和40年（1965年）106・408[13]
- 昭和50年（1975年）71・229[13]

## 出身人物・ゆかりのある人物

### 実業家・政治家
- 綿辺幸四郎

米子市制実施前後に議会議員を務め成実村の一部、米子町への合併などに努力した一人である。
- 西川博美（精肉商、米子市会議員、鳥取県信用組合理事[2]）

### 実業家
- 加藤章 - 元加藤商事社長、元三井銀総研社長加藤裕の父。

父・豊吉は愛知県人。加藤章によると、「愛知県は焼物の本場で、そこから私の父親は二十歳過ぎに青雲の志を抱いてはるばる米子にやって来たわけですわ。茶町にささやかな店を構えて、境の娘を嫁に迎えたのでした。」という。
- 綿辺秀文（綿辺建材店主）[16]

古くより建築材料の販売を業とする。